# Clero

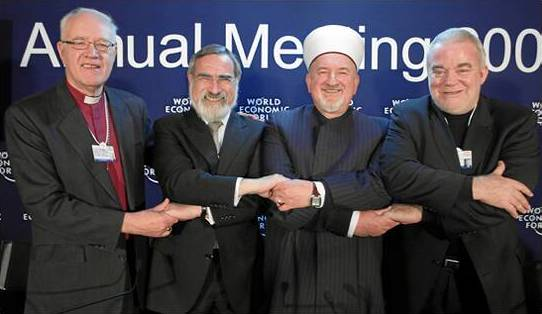
Clero da sinistra a destra: George Carey, Arcivescovo di Canterbury (1991-2002); Jonathan Sacks, rabbino capo del Regno Unito; Mustafa Cerić, Gran Mufti di Bosnia e Jim Wallis, teologo e fondatore della rivista di dialogo interreligioso Sojourners. World Economic Forum a Davos, 2009

Il clero è quella parte di fedeli che, nell'ambito di una confessione, ha un ruolo distinto, normalmente di mediazione tra la/le divinità e i fedeli, o anche tra la/le divinità e l'umanità o il cosmo. Il termine è sorto originariamente nel Cristianesimo, ma può essere applicato a quasi tutte le religioni organizzate.

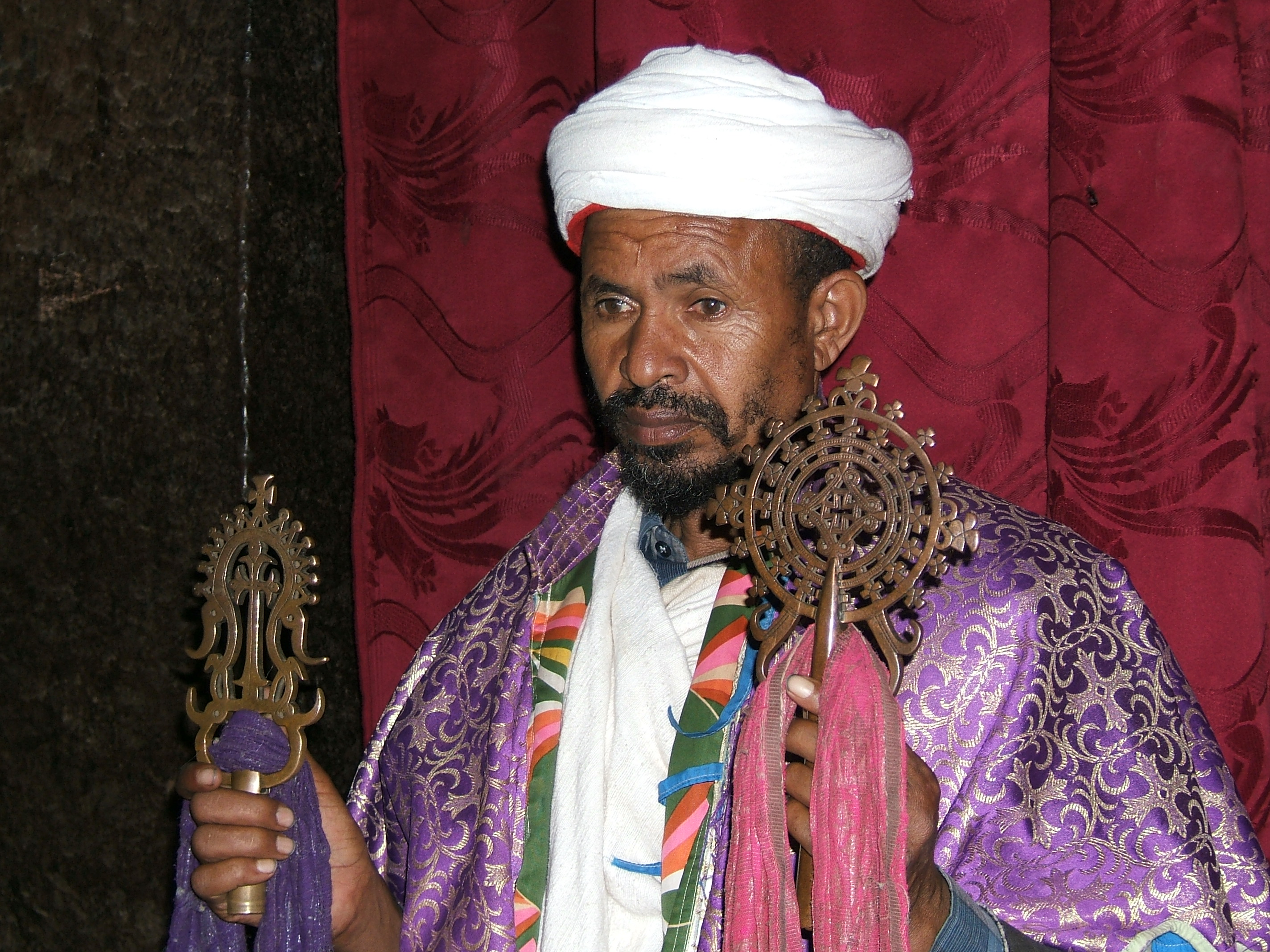
Presbitero cristiano etiope della locale Chiesa nazionale

## Etimologia
Dal greco κλῆρος (che viene a sua volta da κλάω = spezzare, distruggere, rompere). Dal primo significato di "sorte", passò ad indicare il "lotto di terra" (in particolare delle colonie), formalmente dello stato, assegnato appunto in sorte agli spartiati e trasmesso ereditariamente (da qui anche il significato di "eredità").
Nel Nuovo Testamento la parola compare già col significato di "parte" eletta dei fedeli, che ha un'"eredità" in cielo.

## Nelle religioni

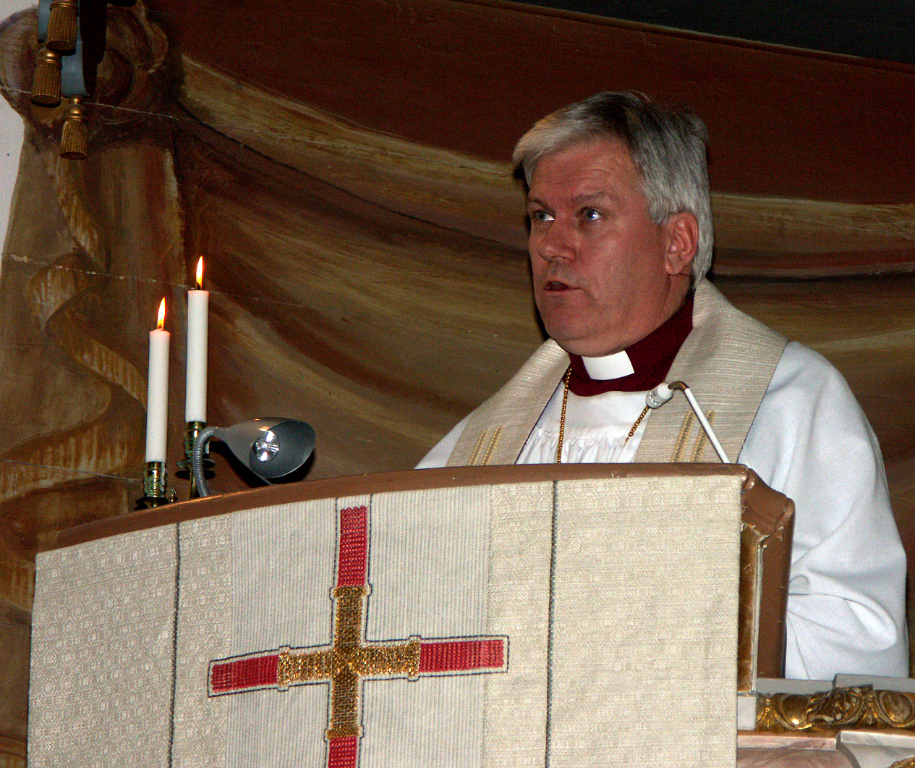
Vescovo luterano della chiesa di Svezia

### Cristianesimo
Nella Chiesa cattolica e nelle altre chiese di tradizione cattolica e ortodossa il termine clero è applicato esclusivamente agli uomini che hanno ricevuto il sacramento dell'ordine nei suoi tre gradi: diaconato, presbiterato, episcopato, non ne sono quindi inclusi i religiosi laici (fratelli laici), le religiose (suore e monache) e gli stessi aspiranti al diaconato e al presbiterato compresi i seminaristi detti anche chierici ancorché vestano l'abito ecclesiastico.
Fino alla riforma voluta dal Concilio ecumenico Vaticano II (1962-1965), nella Chiesa cattolica di rito latino esistevano anche quattro ordini minori, quelli degli ostiari, dei lettori, degli esorcisti e degli accoliti. Oggi sopravvivono soltanto i ministeri del lettorato e dell'accolitato, affidati in modo occasionale o permanentemente istituito a persone che rimangono comunque laiche.
Sempre da dopo il Concilio Vaticano II, la Chiesa Cattolica ha reintrodotto nella Chiesa latina il cosiddetto diaconato permanente. Allo stesso accedono uomini che vogliono perennemente rimanere in tale stato, quindi non in preparazione al presbiterato. A differenza dei preti, i diaconi permanenti possono essere scelti anche tra gli uomini sposati, ma una volta rimasti vedovi non possono risposarsi.

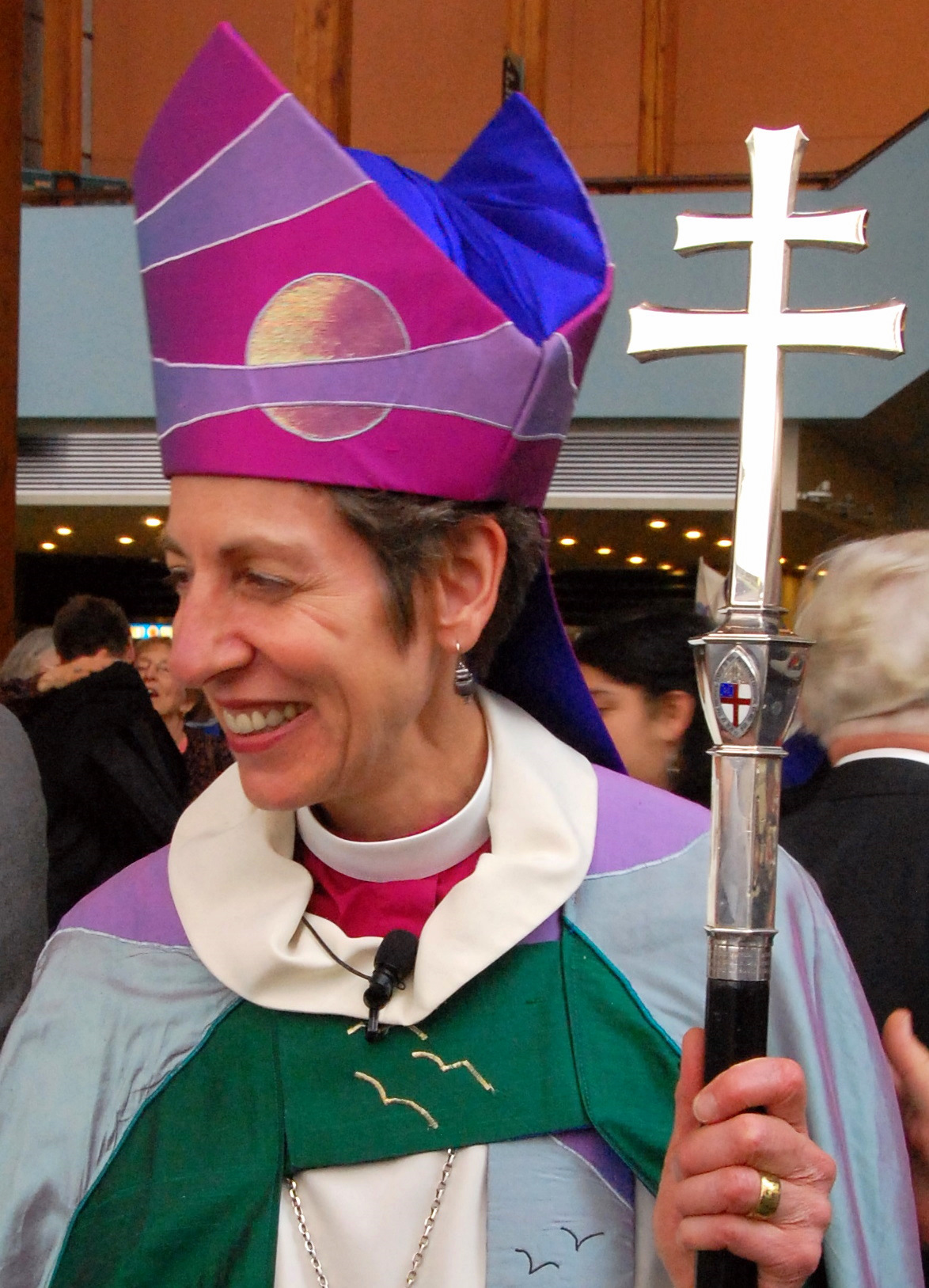
La Chiesa anglicana ha deciso, nel secolo XX, di ordinare anche donne; nella foto Katharine Jefferts Schori, vescova anglicana statunitense

La Chiesa anglicana ha un'impostazione pressoché simile a quella cattolica, anche se l'assenza del celibato per i sacerdoti non ha fatto nascere l'istituto dei diaconi permanenti. Nella Chiesa anglicana, a differenza sia di quella cattolica che di quella ortodossa, i vescovi possono essere sposati.
Nel protestantesimo, vi è una certa varietà di prassi:
- Luteranesimo nordico, il clero è strutturato come quello cattolico, con i vescovi a capo delle diocesi, anche se non è previsto il celibato per pastori e vescovi;
- Presbiteriani, ogni Chiesa locale è retta dai presbiteri o "anziani", radunati in un collegio detto concistoro;
- Congregazionalisti, ogni decisione è presa dalla comunità di tutti i membri di Chiesa.

Nella Chiesa di Gesù Cristo dei Santi degli Ultimi Giorni, o Chiesa mormone, generalmente, tutti i maschi degni sono ordinati al sacerdozio. Dai 12 anni in su sono ordinati al sacerdozio di Aronne o levitico, che pertiene, principalmente, alla celebrazione dei battesimi e del sacramento dell'ultima cena. Dai 18 in su vengono ordinati al sacerdozio di Melchisedec che pertiene principalmente alla guida della Chiesa. Il clero non consiste in una classe separata retribuita (clero vs. laici), con una educazione accademica in teologia, al contrario hanno una loro famiglia e un proprio lavoro. Nelle varie unità della Chiesa, i sacerdoti mormoni, sono chiamati ad assumere posizioni o a svolgere incarichi, su base volontaria, per un certo numero di anni per poi essere rilasciati e chiamati a nuove responsabilità.

### Ebraismo

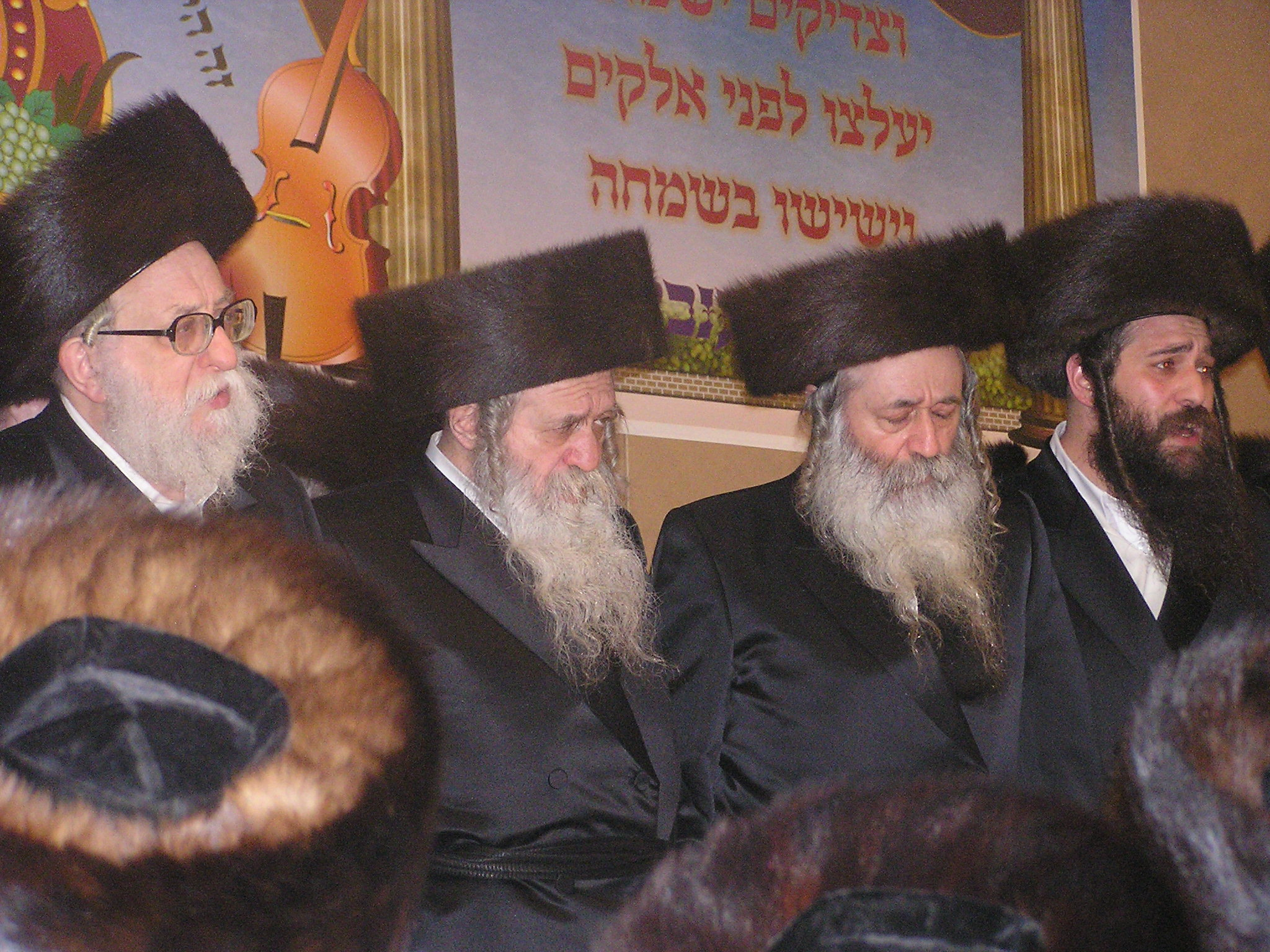
Rabbini chassidici

Nell'ebraismo esisteva una dinastia sacerdotale composta dai Kohanim e dai Leviti. A loro era assegnato il compito di gestire le offerte sacre all'interno del Tempio di Gerusalemme.
In ricordo dei sacrifici di animali e vegetali che venivano praticati nel Santuario l'ebraismo ha istituito le tre preghiere quotidiane di Arvith, Shachrith e Minchah e ha riservato a coloro che si presuppone siano discendenti dei sacerdoti (ci si attiene ai cognomi Levi, Cohen, Sacerdoti, Steinhaus, ed altri, anche se la corrispondenza non ha basi certe) alcuni privilegi all'interno delle preghiere e, soprattutto, nelle chiamate alla lettura settimanale della Torah.
Sebbene nell'antichità esistesse un Sinedrio di 70 anziani che aveva potere decisionale sulle norme comportamentali, con la distruzione del Santuario e gli esili successivi tale pratica è diventata troppo complessa per essere applicata. Nelle sinagoghe moderne e nelle scuole di ogni ordine e grado sono presenti dei rabbini e dei cantori per rendere più agevole lo studio della Legge e la recitazione delle preghiere, ma non esiste una gerarchia rabbinica se non quella necessaria al coordinamento delle azioni dei diversi maestri.

### Islam
Nella religione dell'Islam di tradizione sunnita non esiste un clero vero e proprio: il ruolo direttivo in ambito religioso è svolto dagli esperti di diritto (fuqahā' e ulamā'), mentre la presidenza della preghiera comune e la predicazione sono affidate agli Imam.
Fra gli Sciiti, invece, esiste un clero i cui membri vengono chiamati Ayatollah ("segno di Dio").